# Yoshiki Matsushita
Yoshiki Matsushita (松下 佳貴, Matsushita Yoshiki) est un footballeur japonais né le 3 mars 1994 à Matsuyama. Il évolue au poste de milieu de terrain.

## Biographie
Il inscrit son premier but en première division japonaise le 29 octobre 2016, lors de la réception du club de Nagoya Grampus (victoire 3-0).